# Ранчи
Ранчи је град у Индији у држави Џарканд. Према незваничним резултатима пописа 2011. у граду је живело 1.073.440 становника.

## Становништво
Према незваничним резултатима пописа, у граду је 2011. живело 1.073.440 становника.
| 1991.   | 2001.   | 2011.     |
| ------- | ------- | --------- |
| 626.262 | 847.093 | 1.073.440 |